# Villarreal Club de Fútbol 2017-2018
Questa voce raccoglie le informazioni riguardanti il Villarreal Club de Fútbol nelle competizioni ufficiali della stagione 2017-2018.

## Maglie e sponsor
| Casa | Trasferta | Terza divisa |

## Stagione

### Campionato
Il Villarreal ha chiuso il campionato al quinto posto con 61 punti, frutto di 18 vittorie, 7 pareggi e 13 sconfitte. Con questo piazzamento la squadra si è classificata per la fase a gironi della Europa League 2018-19.

### Coppa del Re
In Coppa del Re la squadra è arrivata fino agli ottavi di finale, dove è stata eliminata dalla Leganés (1-0 per il Leganés nella gara di andata, 2-1 per il Villareal al ritorno).

### Europa League
In Europa League il Villareal, inserito nel girone A insieme ai kazakistani dell'Astana, ai cechi dello Slavia Praga e ai israeliani del Maccabi Tel Aviv, è riuscito a passare il turno come primo del girone davanti all'Astana. Nei sedicesimi di finale il club è stato eliminato dagli francesi del Lione (3-1 per il Lione in Francia nella gara di andata, 0-1 per il Lione nella gara di ritorno in Spagna).

## Rosa
In corsivo i calciatori ceduti durante la stagione
| N. |                           | Ruolo | Calciatore       |
| -- | ------------------------- | ----- | ---------------- |
| 1  | Spagna (bandiera)         | P     | Sergio Asenjo    |
| 2  | Spagna (bandiera)         | D     | Mario            |
| 3  | Spagna (bandiera)         | D     | Álvaro           |
| 4  | Portogallo (bandiera)     | D     | Rúben Semedo     |
| 5  | Spagna (bandiera)         | D     | Adrián Marín     |
| 6  | Spagna (bandiera)         | D     | Víctor Ruiz      |
| 7  | Russia (bandiera)         | C     | Denis Cheryshev  |
| 8  | Spagna (bandiera)         | C     | Pablo Fornals    |
| 9  | Colombia (bandiera)       | A     | Carlos Bacca     |
| 10 | Spagna (bandiera)         | C     | Samu Castillejo  |
| 11 | Spagna (bandiera)         | D     | Jaume Costa      |
| 12 | Arabia Saudita (bandiera) | A     | Salem Al-Dawsari |
| 13 | Spagna (bandiera)         | P     | Andrés Fernández |
| 14 | Spagna (bandiera)         | C     | Manu Trigueros   |
| 15 | Turchia (bandiera)        | A     | Enes Ünal        |
| 16 | Spagna (bandiera)         | C     | Rodri            |
| 17 | RD del Congo (bandiera)   | A     | Cédric Bakambu   |
| 18 | Italia (bandiera)         | A     | Nicola Sansone   |

| N. |                      | Ruolo | Calciatore               |
| -- | -------------------- | ----- | ------------------------ |
| 19 | Spagna (bandiera)    | C     | Javi Fuego               |
| 20 | Italia (bandiera)    | C     | Roberto Soriano          |
| 21 | Spagna (bandiera)    | C     | Bruno Soriano (capitano) |
| 22 | Serbia (bandiera)    | D     | Antonio Rukavina         |
| 23 | Italia (bandiera)    | D     | Daniele Bonera           |
| 24 | Senegal (bandiera)   | C     | Alfred N'Diaye           |
| 24 | Colombia (bandiera)  | A     | Roger Martínez           |
| 25 | Argentina (bandiera) | P     | Mariano Barbosa          |
| 26 | Uruguay (bandiera)   | C     | Ramiro Guerra            |
| 27 | Spagna (bandiera)    | A     | Mario González           |
| 28 | Spagna (bandiera)    | A     | Dani Raba                |
| 30 | Spagna (bandiera)    | D     | Pau Torres               |
| 31 | Spagna (bandiera)    | P     | Ander Cantero            |
| 33 | Spagna (bandiera)    | C     | Ander Cantero            |
| 34 | Spagna (bandiera)    | C     | Chuca                    |
| 35 | Argentina (bandiera) | C     | Leonardo Suárez          |
| 40 | Spagna (bandiera)    | C     | Manu Morlanes            |

## Calciomercato

### Sessione estiva
| Acquisti         | Acquisti          | Acquisti         | Acquisti                  |
| R.               | Nome              | da               | Modalità                  |
| ---------------- | ----------------- | ---------------- | ------------------------- |
| A                | Enes Ünal         | Manchester City  | definitivo (14 milioni €) |
| D                | Rúben Semedo      | Sporting Lisbona | definitivo (14 milioni €) |
| C                | Pablo Fornals     | Malaga           | definitivo (12 milioni €) |
| A                | Carlos Bacca      | Milan            | prestito (2,5 milioni €)  |
| P                | Andrés Fernández  | Porto            | definitivo (2 milioni €)  |
| Altre operazioni |                   |                  |                           |
| R.               | Nome              | da               | Modalità                  |
| C                | Alfred N'Diaye    | Hull City        | fine prestito             |
| A                | Cristian Espinoza | Real Valladolid  | fine prestito             |
| D                | Adrián Marín      | Leganés          | fine prestito             |
| D                | Alfonso Pedraza   | Leeds Utd        | fine prestito             |
| A                | Akram Afif        | Sporting Gijón   | fine prestito             |

| Cessioni         | Cessioni            | Cessioni        | Cessioni                  |
| R.               | Nome                | a               | Modalità                  |
| ---------------- | ------------------- | --------------- | ------------------------- |
| D                | Mateo Musacchio     | Milan           | definitivo (18 milioni €) |
| A                | Roberto Soldado     | Fenerbahçe      | definitivo (5 milioni €)  |
| C                | Jonathan dos Santos | LA Galaxy       | definitivo (5 milioni €)  |
| A                | Enes Ünal           | Levante         | prestito                  |
| C                | Alfred N'Diaye      | Wolverhampton   | prestito                  |
| D                | Alfonso Pedraza     | Alavés          | prestito                  |
| A                | Cristian Espinoza   | Boca Juniors    | prestito                  |
| A                | Akram Afif          | Eupen           | prestito                  |
| Altre operazioni |                     |                 |                           |
| R.               | Nome                | da              | Modalità                  |
| A                | Adrián              | Porto           | fine prestito             |
| A                | Rafael Santos Borré | Atlético Madrid | fine prestito             |
| P                | Andrés Fernández    | Porto           | fine prestito             |
| D                | Cote                | Porto           | fine prestito             |

### Sessione invernale
| Acquisti         | Acquisti         | Acquisti       | Acquisti                   |
| R.               | Nome             | da             | Modalità                   |
| ---------------- | ---------------- | -------------- | -------------------------- |
| C                | Javi Fuego       | Espanyol       | definitivo (1,5 milioni €) |
| A                | Roger Martínez   | Jiangsu Suning | prestito (100 mila €)      |
| A                | Salem Al-Dawsari | Al-Hilal       | prestito                   |
| Altre operazioni |                  |                |                            |
| R.               | Nome             | da             | Modalità                   |
| A                | Enes Ünal        | Levante        | fine prestito              |
| A                | Akram Afif       | Eupen          | fine prestito              |
| C                | Matías Nahuel    | Real Betis     | fine prestito              |

| Cessioni | Cessioni       | Cessioni           | Cessioni                  |
| R.       | Nome           | a                  | Modalità                  |
| -------- | -------------- | ------------------ | ------------------------- |
| A        | Cédric Bakambu | Beijing Guoan      | definitivo (40 milioni €) |
| A        | Akram Afif     | Al-Sadd            | fine prestito             |
| C        | Matías Nahuel  | Barcellona Atlètic | fine prestito             |

## Risultati

### Primera División

#### Girone di andata
| Arbitro: | Alfonso Javier Álvarez Izquierdo |

|                    |           |  |
| Morales 88’ (rig.) | Marcatori |  |

| Arbitro: | Xavier Estrada Fernández |

|                                        |           |  |
| Willian José 25’ Prieto 34’ Juanmi 45’ | Marcatori |  |

| Arbitro: | David Medié Jiménez |

|                                   |           |          |
| Bacca 32’ Castillejo 61’ Ünal 77’ | Marcatori | 11’ León |

| Arbitro: | Santiago Jaime Latre |

|  |           |                            |
|  | Marcatori | 32’, 62’ Bakambu 52’ Bacca |

| Villarreal 21 settembre 2017, ore 20:00 CEST 5ª giornata | Villarreal                | 0 – 0 referto | Espanyol | Estadio de la Cerámica (17 071 spett.)\| Arbitro: \| José Luis Munuera Montero \| |
| Arbitro:                                                 | José Luis Munuera Montero |               |          |                                                                                   |

| Arbitro: | Ignacio Iglesias Villanueva |

|                                         |           |  |
| Ángel 54’, 90+2’ Molina 64’ Bergara 67’ | Marcatori |  |

| Arbitro: | Mario Melero López |

|                              |           |  |
| Bakambu 25’, 52’, 76’ (rig.) | Marcatori |  |

| Arbitro: | Carlos del Cerro Grande |

|            |           |                 |
| Stuani 40’ | Marcatori | 9’, 20’ Bakambu |

| Arbitro: | David Fernández Borbalán |

|                                                               |           |  |
| Bakambu 48’ Mario Gaspar 65’ Navarro 67’ (aut.) Sansone 90+3’ | Marcatori |  |

| Arbitro: | Alberto Undiano Mallenco |

|            |           |           |
| Correa 61’ | Marcatori | 81’ Bacca |

| Arbitro: | Xavier Estrada Fernández |

|                  |           |  |
| Sansone 68’, 76’ | Marcatori |  |

| Arbitro: | David Medié Jiménez |

|            |           |               |
| Aduriz 77’ | Marcatori | 28’ Trigueros |

| Arbitro: | Javier Alberola Rojas |

|                       |           |                                              |
| Bakambu 19’ Bacca 53’ | Marcatori | 56’ Lenglet 57’ F. Vázquez 78’ (rig.) Banega |

| Arbitro: | David Fernández Borbalán |

|                                    |           |          |
| Rico 72’ El Zhar 81’ Gabriel 90+3’ | Marcatori | 60’ Raba |

| Arbitro: | Ricardo de Burgos Bengoetxea |

|  |           |                         |
|  | Marcatori | 72’ L. Suárez 83’ Messi |

| Arbitro: | Xavier Estrada Fernández |

|  |           |             |
|  | Marcatori | 34’ Fornals |

| Arbitro: | Daniel Trujillo Suárez |

|  |           |           |
|  | Marcatori | 24’ Bacca |

| Arbitro: | David Medié Jiménez |

|          |           |            |
| Ünal 30’ | Marcatori | 84’ Andone |

| Arbitro: | Alberto Undiano Mallenco |

|  |           |             |
|  | Marcatori | 87’ Fornals |

#### Girone di ritorno
| Arbitro: | José González González |

|                                    |           |             |
| Trigueros 26’ (rig.) Cheryshev 50’ | Marcatori | 90+4’ Roger |

| Arbitro: | Carlos del Cerro Grande |

|                                                     |           |                                  |
| Víctor Ruiz 5’ Fornals 17’ Bacca 20’ Castillejo 34’ | Marcatori | 24’ D. Llorente 58’ Willian José |

| Arbitro: | Javier Alberola Rojas |

|                |           |                  |
| Loren 45’, 65’ | Marcatori | 80’ (rig.) Bacca |

| Arbitro: | Daniel Trujillo Suárez |

|           |           |                        |
| Bacca 77’ | Marcatori | 39’ Ely 71’ Ibai Gómez |

| Arbitro: | José Luis Munuera Montero |

|             |           |           |
| Granero 85’ | Marcatori | 25’ Rodri |

| Arbitro: | José María Sánchez Martínez |

|         |           |  |
| Ünal 3’ | Marcatori |  |

| Arbitro: | Mario Melero López |

|          |           |  |
| Kike 16’ | Marcatori |  |

| Arbitro: | Pablo González Fuertes |

|  |           |                          |
|  | Marcatori | 16’ Stuani 80’ A. Lozano |

| Arbitro: | David Medié Jiménez |

|  |           |                                |
|  | Marcatori | 67’ Bacca 90+2’ (rig.) Sansone |

| Arbitro: | David Fernández Borbalán |

|                 |           |                      |
| Ünal 82’, 90+1’ | Marcatori | 20’ (rig.) Griezmann |

| Arbitro: | Alfonso Álvarez Izquierdo |

|                   |           |  |
| Castro 37’ (rig.) | Marcatori |  |

| Arbitro: | Ignacio Iglesias Villanueva |

|           |           |                                        |
| Bacca 67’ | Marcatori | 4’ Córdoba 51’ I. Williams 87’ Muniain |

| Arbitro: | Pablo González Fuertes |

|                       |           |                    |
| Nolito 78’ Nzonzi 82’ | Marcatori | 36’ Raba 68’ Bacca |

| Arbitro: | Estadio de la Cerámica |

|                           |           |              |
| Víctor Ruiz 42’ Bacca 55’ | Marcatori | 82’ Brašanac |

| Arbitro: | Javier Alberola Rojas |

|                                      |           |           |
| Bacca 13’, 35’, 38’ Castillejo 90+3’ | Marcatori | 34’ Sisto |

| Arbitro: | Jesús Gil Manzano |

|            |           |  |
| Gaspar 86’ | Marcatori |  |

| Arbitro: | José María Sánchez Martínez |

|                                                      |           |             |
| Coutinho 11’ Paulinho 16’ Messi 45’ Dembélé 87’, 93’ | Marcatori | 54’ Sansone |

| Arbitro: | Alejandro Hernández Hernández |

|                |           |                                                 |
| Valle 58’, 88’ | Marcatori | 2’, 45’ Castillejo 31’ Trigueros 90+2’ Cheyshev |

| Arbitro: | José María Sánchez Martínez |

|                                   |           |                      |
| Roger Martínez 70’ Castillejo 85’ | Marcatori | 11’ Bale 32’ Ronaldo |

### Copa del Rey

#### Sedicesimi di finale
| Arbitro: | Mario Melero López |

|              |           |  |
| Cidoncha 37’ | Marcatori |  |

| Arbitro: | Santiago Jaime Latre |

|                            |           |  |
| Bakambu 47’, 62’ Bacca 64’ | Marcatori |  |

#### Ottavi di finale
| Arbitro: | José María Sánchez Martínez |

|                |           |  |
| N. Amrabat 49’ | Marcatori |  |

| Arbitro: | Alfonso Álvarez Izquierdo |

|                        |           |             |
| Raba 48’ Cheryshev 89’ | Marcatori | 31’ El Zhar |

### UEFA Europa League

#### Fase a gironi
| Arbitro: | Srdjan Jovanović |

|                                     |           |                |
| Sansone 16’ Bakambu 75’ Čeryšev 77’ | Marcatori | 68’ Logvïnenko |

| Netanya 28 settembre 2017, ore 21:05 CEST 2ª giornata | Maccabi Tel Aviv | 0 – 0 referto | Villarreal | Netanya Municipal Stadium (11 865 spett.)\| Arbitro: \| Craig Pawson \| |
| Arbitro:                                              | Craig Pawson     |               |            |                                                                         |

| Arbitro: | Svein Oddvar Moen |

|                         |           |                     |
| Trigueros 41’ Bacca 44’ | Marcatori | 18’ Necid 30’ Danny |

| Arbitro: | Bobby Madden |

|  |           |                           |
|  | Marcatori | 15’ Bacca 89’ (aut.) Deli |

| Arbitro: | Gediminas Mažeika |

|                           |           |                           |
| Kabananga 22’ Twumasi 88’ | Marcatori | 39’ Raba 65’, 83’ Bakambu |

| Arbitro: | Mads-Kristoffer Kristoffersen |

|  |           |              |
|  | Marcatori | 60’ Blackman |

#### Fase ad eliminazione diretta
| Arbitro: | Viktor Kassai |

|                                  |           |             |
| Ndombele 46’ Fekir 49’ Depay 82’ | Marcatori | 63’ Fornals |

| Arbitro: | Luca Banti |

|  |           |            |
|  | Marcatori | 85’ Traoré |

## Statistiche

### Statistiche di squadra
| Competizione  | Punti            | In casa | In casa | In casa | In casa | In casa | In casa | In trasferta | In trasferta | In trasferta | In trasferta | In trasferta | In trasferta | Totale | Totale | Totale | Totale | Totale | Totale | D.R |
| Competizione  | Punti            | G       | V       | N       | P       | Gf      | Gs      | G            | V            | N            | P            | Gf           | Gs           | G      | V      | N      | P      | Gf     | Gs     | D.R |
| ------------- | ---------------- | ------- | ------- | ------- | ------- | ------- | ------- | ------------ | ------------ | ------------ | ------------ | ------------ | ------------ | ------ | ------ | ------ | ------ | ------ | ------ | --- |
| Liga BBVA     | 61               | 19      | 11      | 3       | 5       | 35      | 22      | 19           | 7            | 4            | 8            | 22           | 28           | 38     | 18     | 7      | 13     | 57     | 50     | +7  |
| Coppa del Re  | Ottavi di finale | 2       | 2       | 0       | 0       | 5       | 1       | 2            | 0            | 0            | 2            | 0            | 2            | 4      | 2      | 0      | 2      | 5      | 3      | +2  |
| Europa League | 11               | 4       | 1       | 1       | 2       | 5       | 5       | 4            | 2            | 1            | 1            | 6            | 5            | 8      | 3      | 2      | 3      | 11     | 10     | +1  |
| Totale        | -                | 25      | 14      | 4       | 7       | 45      | 28      | 25           | 9            | 5            | 11           | 28           | 35           | 50     | 23     | 9      | 18     | 73     | 63     | +10 |

### Andamento in campionato
| Giornata  | 1  | 2  | 3  | 4 | 5 | 6  | 7 | 8 | 9 | 10 | 11 | 12 | 13 | 14 | 15 | 16 | 17 | 18 | 19 | 20 | 21 | 22 | 23 | 24 | 25 | 26 | 27 | 28 | 29 | 30 | 31 | 32 | 33 | 34 | 35 | 36 | 37 | 38 |
| --------- | -- | -- | -- | - | - | -- | - | - | - | -- | -- | -- | -- | -- | -- | -- | -- | -- | -- | -- | -- | -- | -- | -- | -- | -- | -- | -- | -- | -- | -- | -- | -- | -- | -- | -- | -- | -- |
| Luogo     | T  | T  | C  | T | C | T  | C | T | C | T  | C  | T  | C  | T  | C  | T  | T  | C  | T  | C  | C  | T  | C  | T  | C  | T  | C  | T  | C  | T  | C  | T  | C  | C  | C  | T  | T  | C  |
| Risultato | P  | P  | V  | V | N | P  | V | V | V | N  | V  | N  | P  | P  | P  | V  | V  | N  | V  | V  | V  | P  | P  | N  | V  | P  | P  | V  | V  | P  | P  | N  | V  | V  | V  | P  | V  | N  |
| Posizione | 18 | 19 | 13 | 7 | 9 | 14 | 9 | 8 | 6 | 6  | 5  | 6  | 6  | 6  | 6  | 6  | 6  | 6  | 5  | 5  | 5  | 5  | 5  | 6  | 5  | 6  | 6  | 6  | 5  | 5  | 6  | 6  | 6  | 6  | 6  | 6  | 5  | 5  |